# 大堰镇 (江油市)
大堰镇，原为大堰乡，是中华人民共和国四川省绵阳市江油市下辖的一个乡镇级行政单位。2019年12月，撤销贯山镇，将其所属行政区域划归大堰镇管辖，大堰镇人民政府驻解放下街167号。

## 行政区划
大堰镇下辖以下地区：
飞跃社区、群光村、爱国村、红豆村、泉水村、集贤村、复兴村、南河村、龙王村、开化村、青龙村和宝回村。